# 塘桥街道
塘桥街道是中国上海市浦东新区下辖的一个街道。面积3.86平方公里。户籍人口7.62万人（2008年）。

## 历史
辖区在唐朝、宋朝时建有村落。1927年成立以塘橋為名的塘橋區並劃入上海特別市。中華民國統治末期屬於斯盛区。中國共產黨剛剛接管上海時該地由中国人民解放军第三野战军随军潍坊市大队11中队第五办事处接管。1950年撤销军管，成立杨思区塘桥乡人民政府。1952年撤乡建镇，改为塘桥镇人民政府。1956年起先后属东昌区、浦东县、吴淞区。1961年1月撤销浦东县后，周家渡、塘桥地区划归南市区，同年5月塘桥和周家渡合并为周家渡街道，1982年8月从周家渡划出，成立塘桥街道办事处。1986年划出南浦路以南地区，新建南码头街道。1993年从南市区划入浦东新区。

## 行政区划
塘桥街道下辖以下地区：
微山新村社区、微南社区、宁阳路社区、茂兴路社区、香花桥街社区、浦建路社区、塘桥社区、文兰社区、胡家木桥社区、南泉路社区、蓝村社区、蓝高社区、塘东社区、南浦社区、兰东社区、金浦社区、龙阳路社区、南城社区、东方社区、怡东社区、贵龙社区、龙园社区、富都社区、蓝欣社区、浦阳社区和浦明华城社区。